# Cessna 208

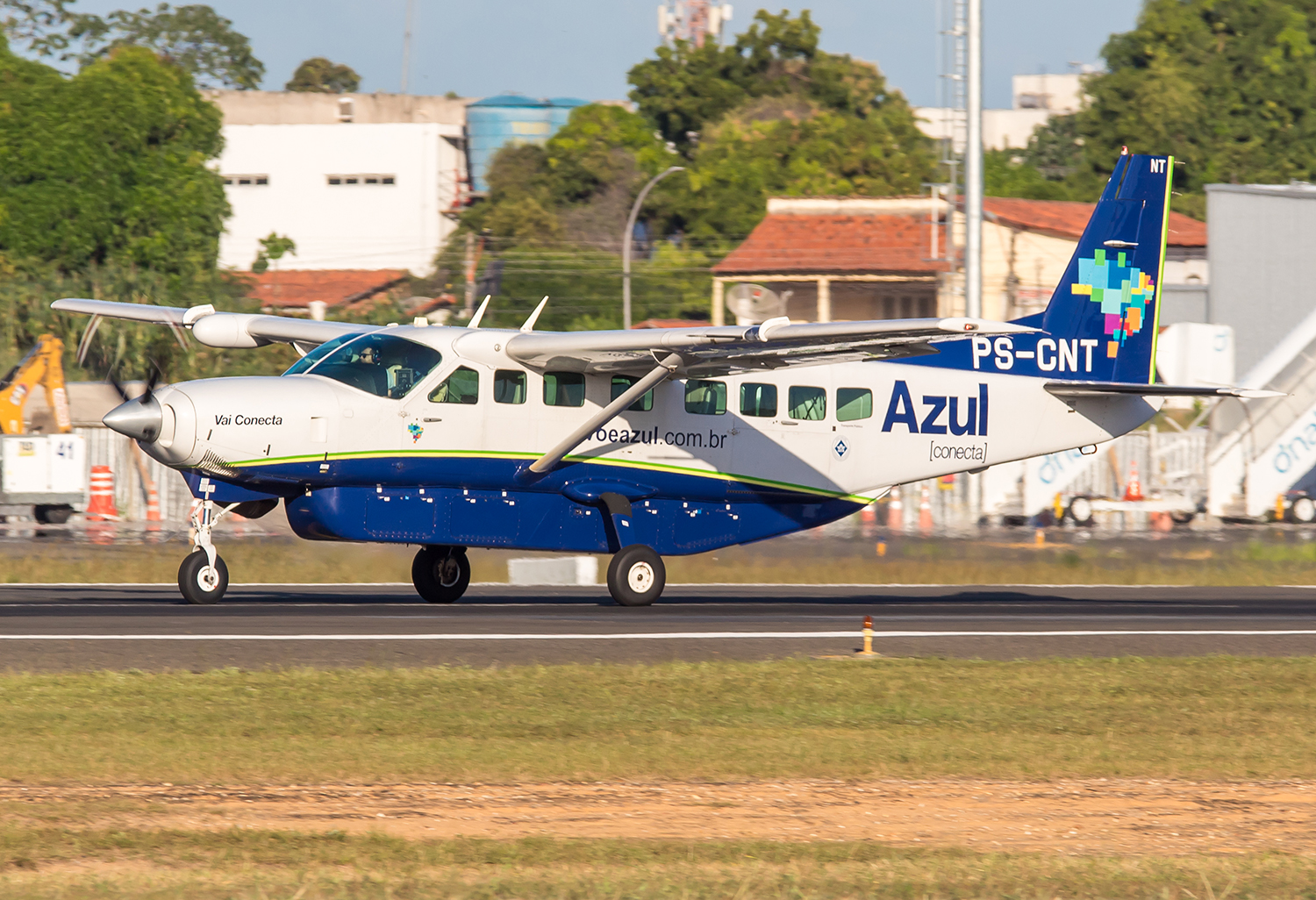
Cessna 208B Grand Caravan EX, prefixo PS-CNT, da Azul Conecta, no Aeroporto de Teresina (THE)

O Cessna 208 "Caravan" é uma aeronave monomotora turboélice, de asa alta, trem de pouso fixo do tipo triciclo e construção convencional metálica, desenvolvida e fabricada nos Estados Unidos pela Cessna Aircraft. Com a instalação de flutuadores, o Caravan converte-se em avião anfíbio.

## Desenvolvimento

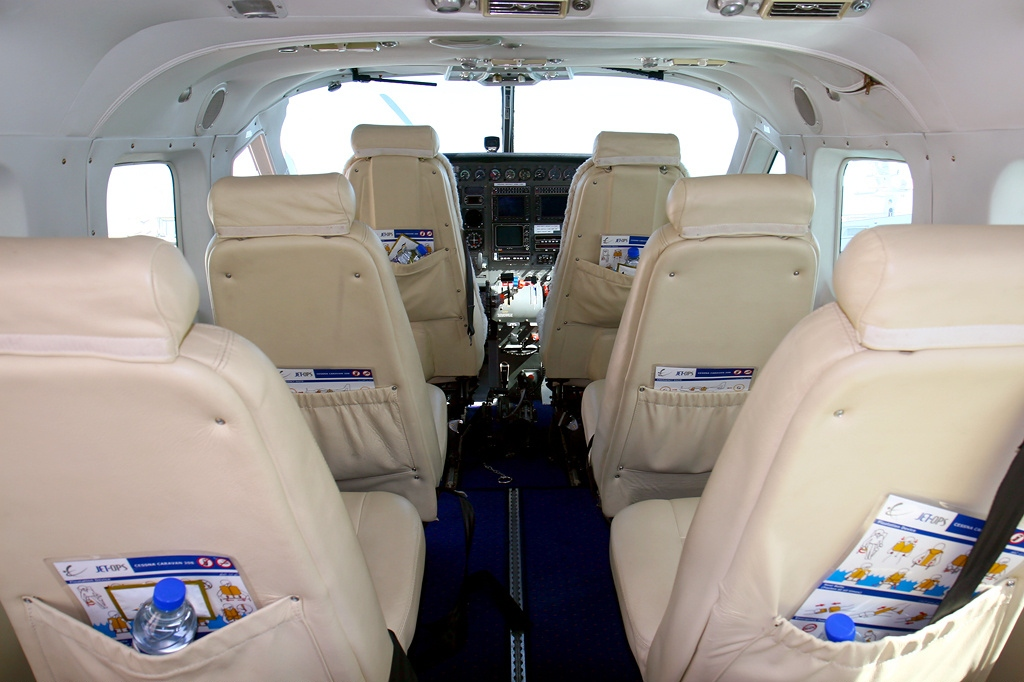
Interior do Cessna 208

No início da década de 1980, o mercado estava carente de aeronaves multifunção de maior tamanho e alcance. A Cessna Aircraft enxergou uma oportunidade e apresentou o projeto do Cessna 208 "Caravan".
O protótipo voou pela primeira vez em 1982, com seu lançamento em 1984. Parte do desenvolvimento foi bancada pela FedEx, empresa internacional de cargas e encomendas, que necessitava de um avião leve e de baixo custo operacional, a fim de ampliar sua cobertura em solo norte-americano, encomendando várias unidades antes mesmo de sua homologação, o que garantiu a continuidade do projeto e atraiu mais compradores, fazendo do Caravan um grande sucesso comercial.

## Características
Origem: Estados Unidos
Comprimento: 12,68 m
Envergadura: 15,88 m
Altura: 4,72 m
Peso da aeronave: 1,7 a 2,2 toneladas
Peso máximo decolagem/pouso: 3,9/3,8 toneladas
Capacidade de combustível: 1,2 mil litros
Motor: Pratt & Whitney PT6A-114A (Cessna 208B 675)
Velocidade de cruzeiro: 341 km/h
Velocidade máxima: 359 km/h
Pista mínima para decolagem: 0,7 km
Passageiros: 1 a 14
Primeiro voo: 1982
Entregues: Caravan: 415; Grand Caravan: 1295
Alcance: 1698 km (Cessna 208B 675)

## Versões
- 208A Caravan I - primeiro modelo de produção.
- 208A Caravan 675 - modelo atual de produção do caravan com motor PT6A-114A, mais potente.
- 208A Cargomaster - versão para carga do Caravan.
- 208B Grand Caravan ou Caravan II - versão alongada e com motor PT6A-114A.
- 208B Super Cargomaster - variante de carga do Grand Caravan.
- Caravan Anfíbio - possui flutuadores para decolagem e pouso na água. Alguns modelos são anfíbios de fábrica, permitindo também o uso de pistas de pouso convencionais.
- AC-208 Combat Caravan - versão militar de ataque, equipada com metralhadoras e lança-foguetes. Apenas o Iraque adquiriu o modelo.[7].

Conversões pós-venda
Supervan 900 - É um Caravan remotorizado pela Texas Turbine Conversions para proporcionar maior potência e economia de combustível.
Soloy Pathfinder 21 - foi uma versão reforçada, remotorizada e com fuselagem alongada desenvolvida pela Soloy Aviation Solutions. Somente 1 exemplar foi construído e o projeto acabou sendo cancelado.
A diferença entre as versões A e B é que nesta última a aeronave conta com um grande bagageiro na barriga.
Todas as versões podem ter adaptações no trem de pouso, com flutuadores para operações na água, esquis e até mesmo pneus especiais para terrenos despreparados.
Os monomotores Cessna Caravan e Cessna Grand Caravan já saem de fábrica com radar meteorológico colorido, GPS e TCAS.
A versão executiva pode ser  equipada com ar-condicionado, assentos especiais e outros ítens de conforto.

## Mercado
Os principais mercados para a aeronave são o de transporte executivo, transporte de passageiros por companhias aéreas regionais e de taxi aéreo, transporte de carga aérea e transporte militar, porém a versatilidade do Caravan também permite o uso em outras situações, como lançamento de paraquedistas civis.
Alguns dos principais concorrentes do Cessna Caravan são o Pilatus PC-12, o Piper Malibu Meridian e o SOCATA TBM.

## Galeria de imagens

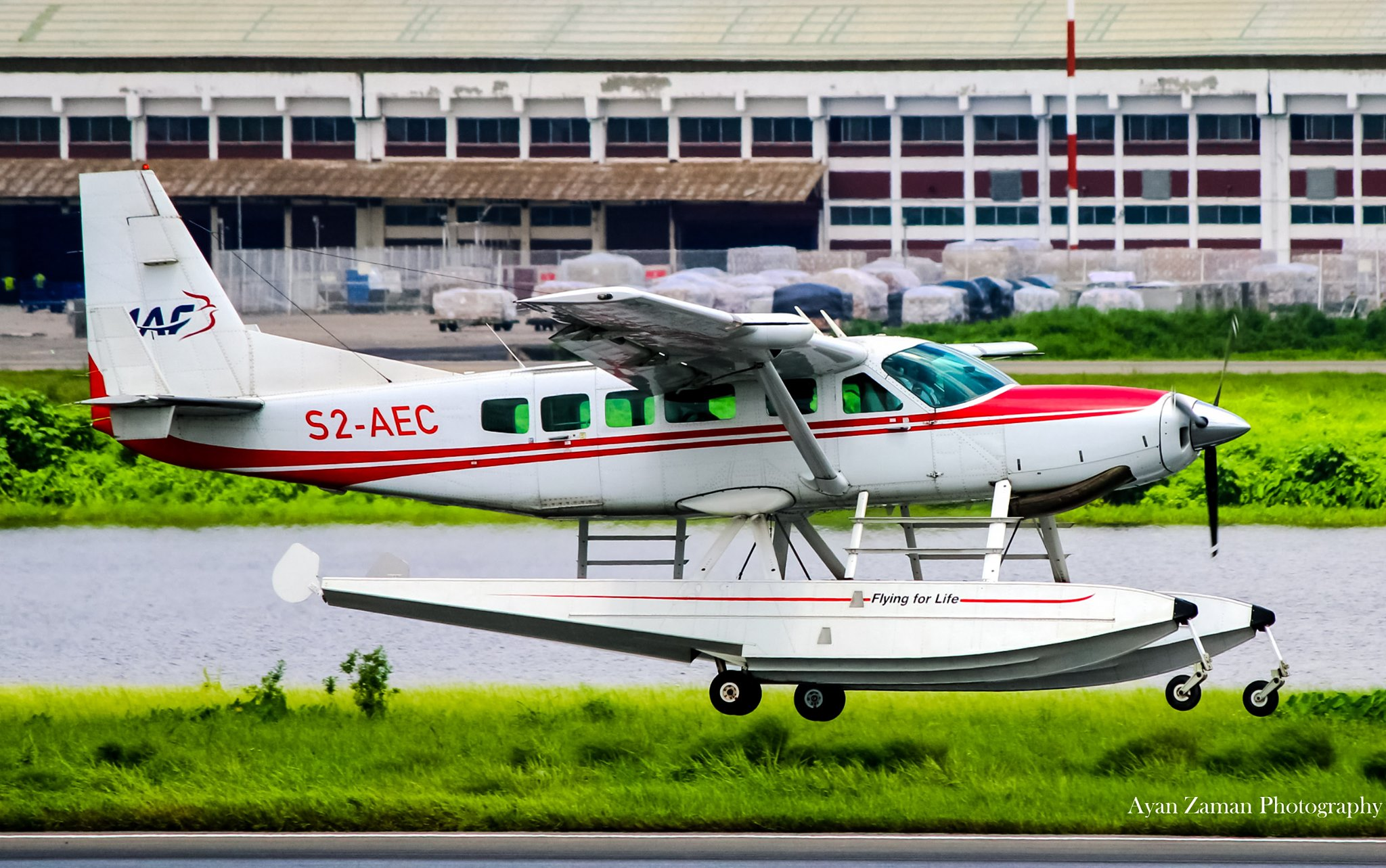
Cessna 208 com flutuadores
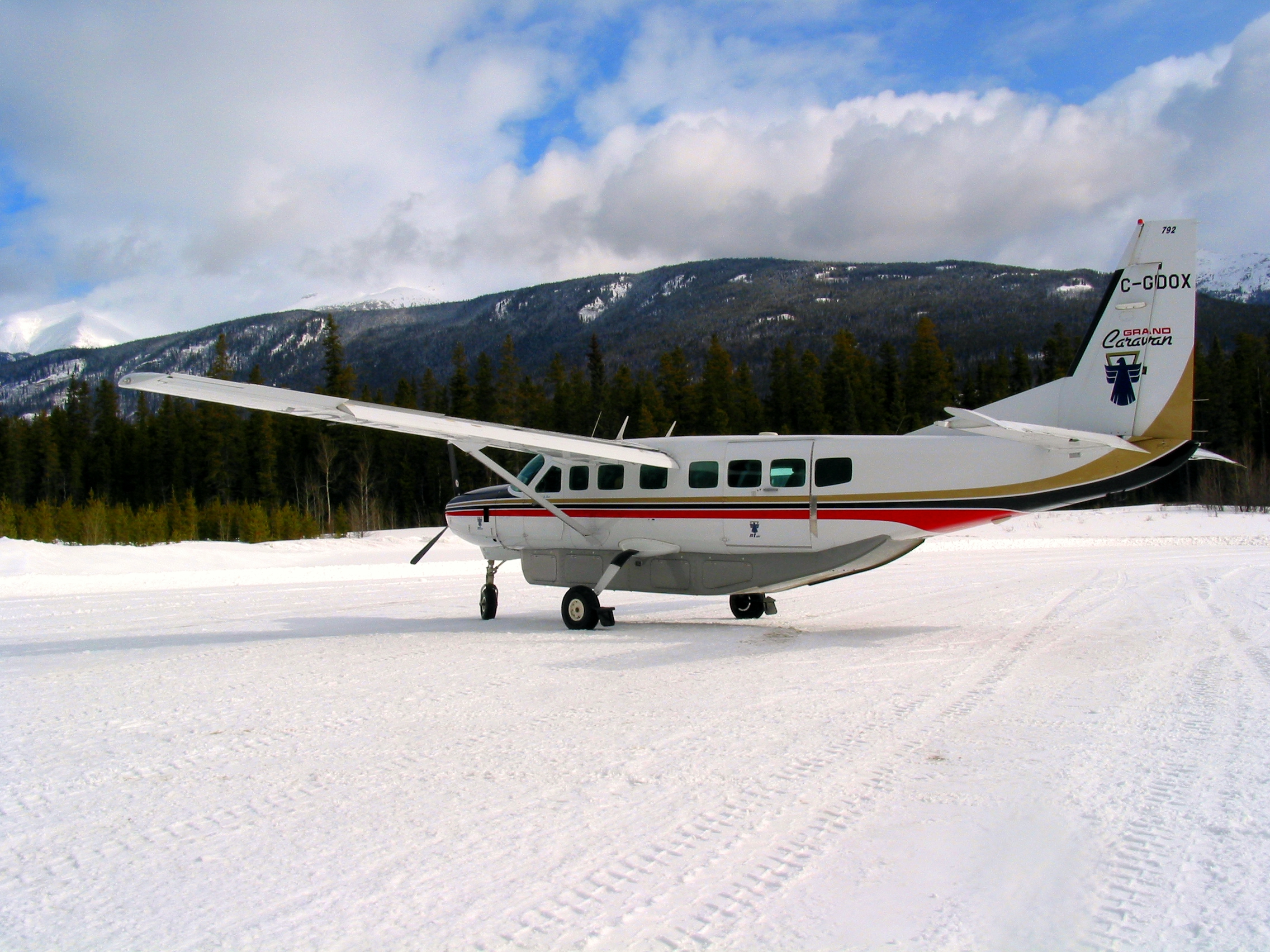
Cessna 208B
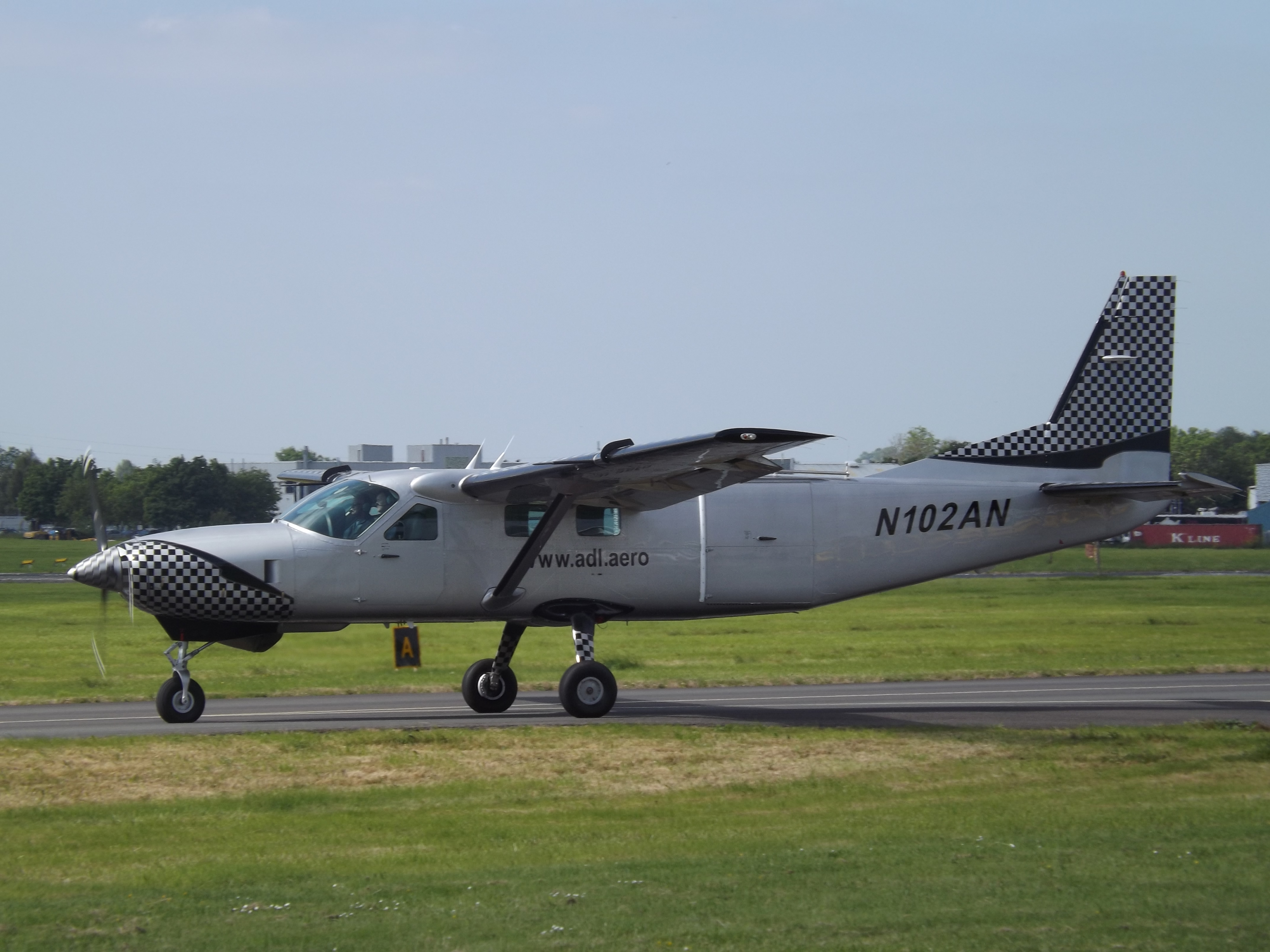
208A (sem porta-malas)
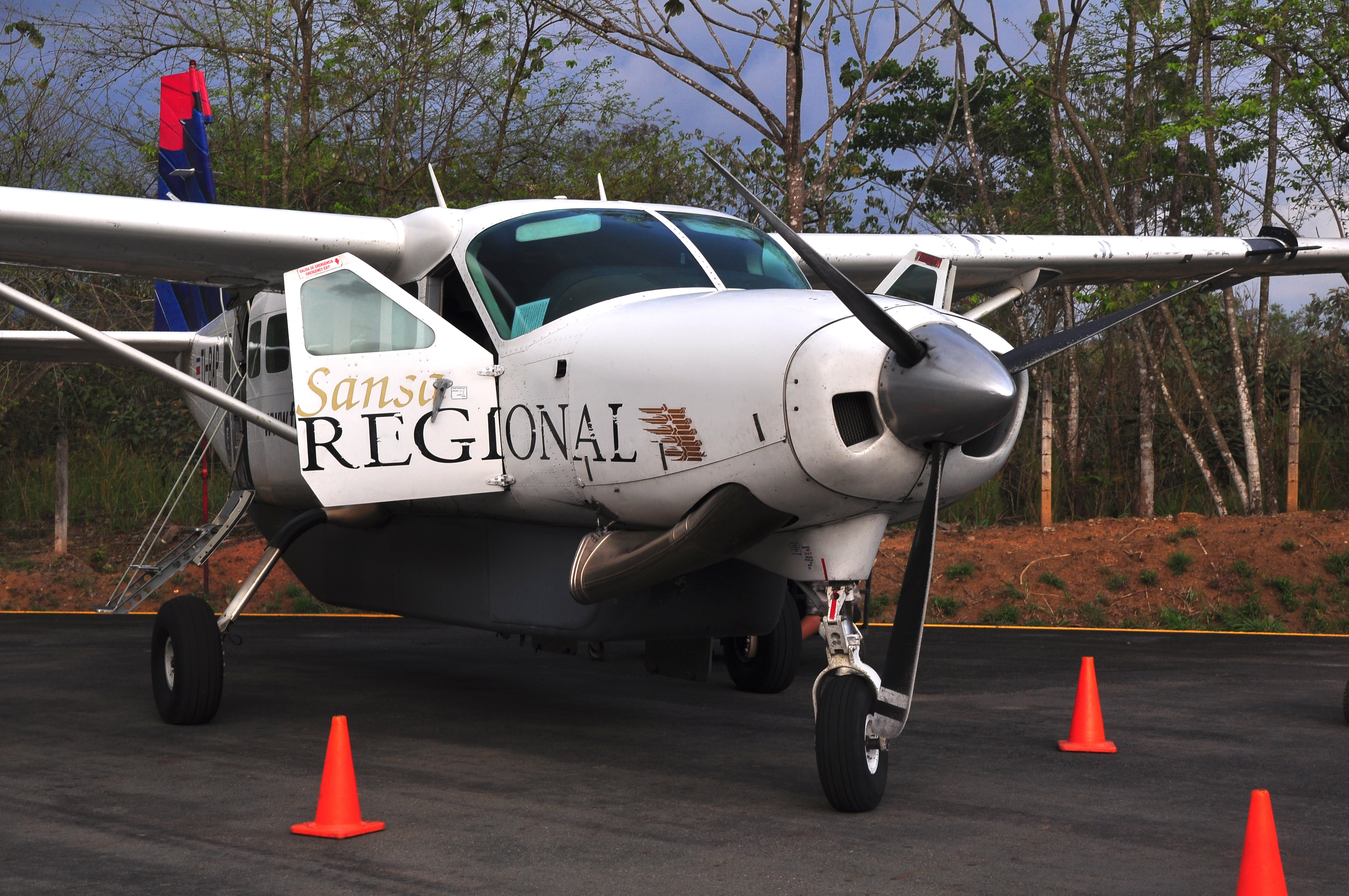
Grand Caravan utilizado na aviação regional
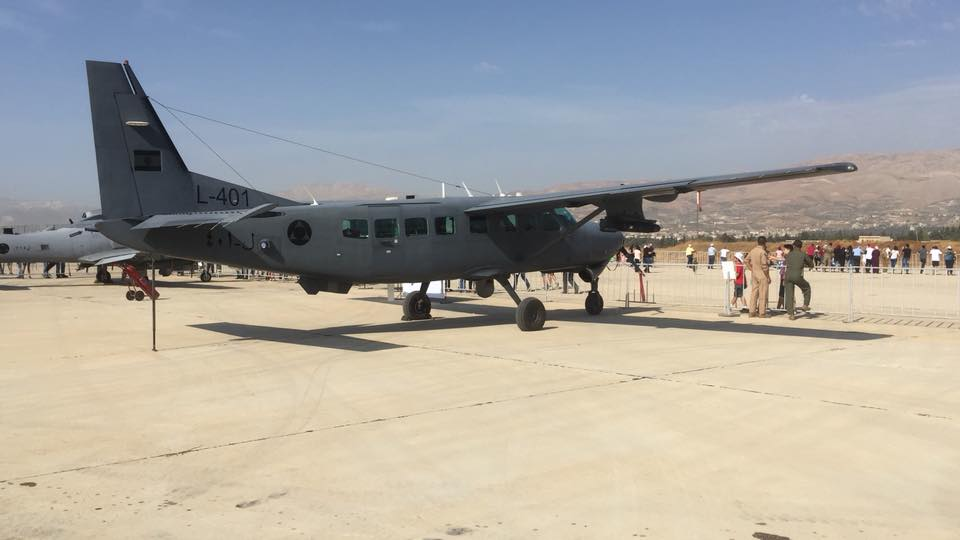
208 da Força Aérea do Líbano
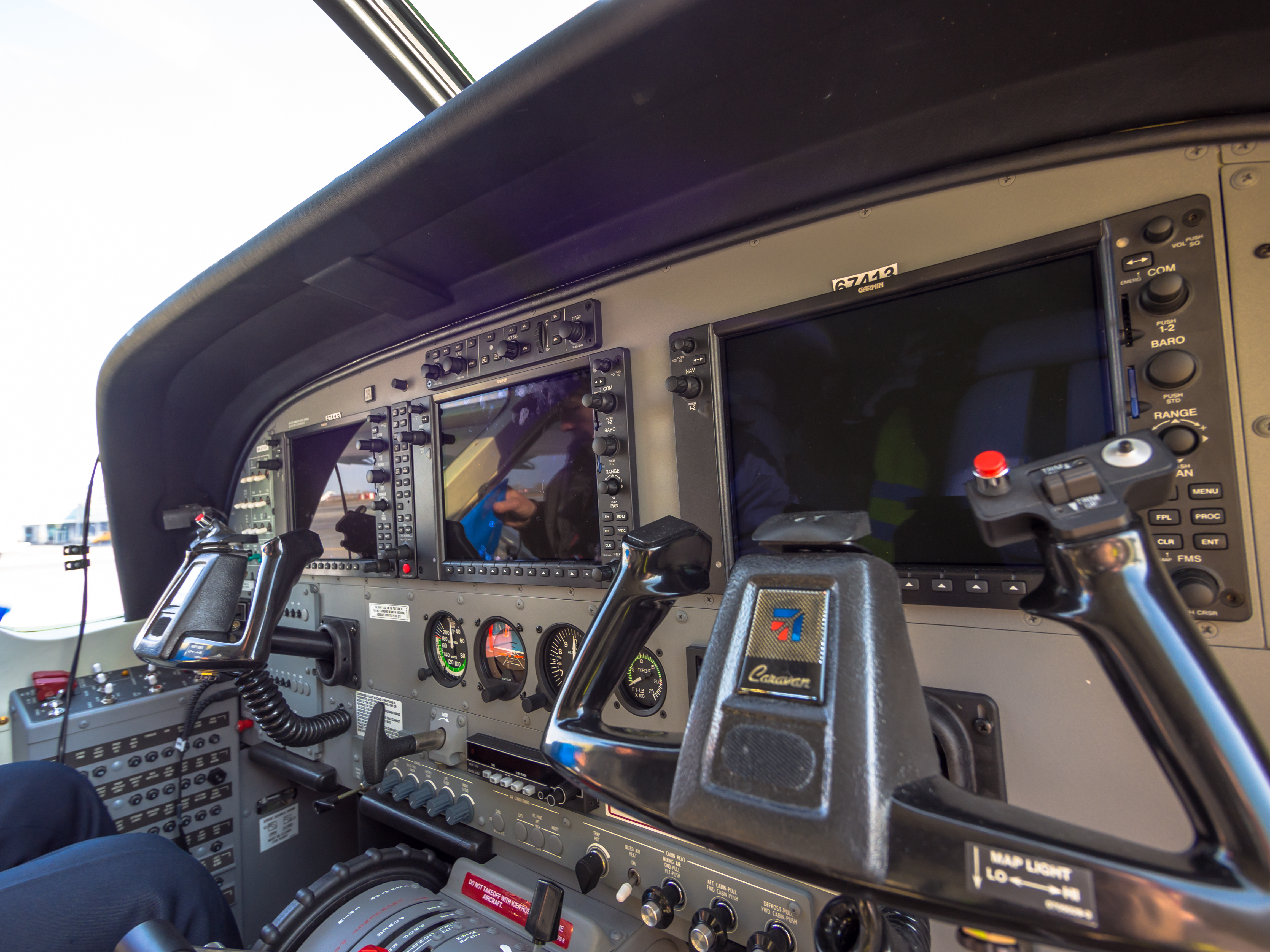
Cockpit do Cessna 208
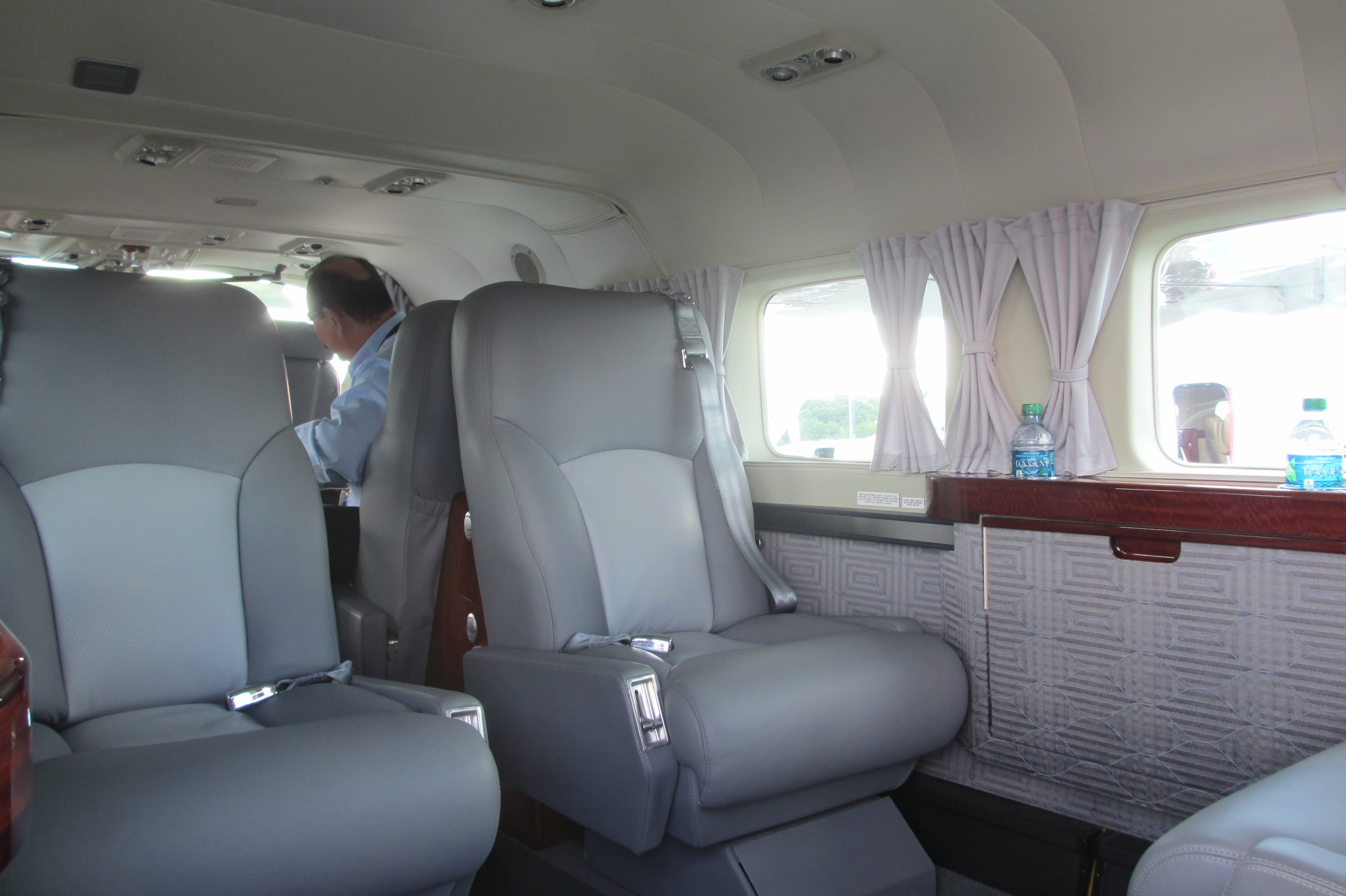
Versão executiva

### Aeronaves semelhantes
- GippsAero GA10
- Quest Kodiak